# Benoît Roberge (policier)
Pour les articles homonymes, voir Roberge.
Benoît Roberge est un ex-policier québécois. Il a été enquêteur au SPVM pour la majorité de sa carrière. Il était un expert des groupes de motards criminalisés. En 2013, il est arrêté pour entrave à la justice, abus de confiance et gangstérisme après avoir vendu des informations au crime organisé. Le 4 avril 2014, il est condamné à huit ans de prison pour gangstérisme et abus de confiance après avoir plaidé coupable. En 2019, deux ans après sa sortie de prison, il affirme vouloir redonner à la société et prévenir la corruption chez les policiers du Québec.

## Parcours professionnel
Benoît Roberge grandit à Napierville, en Montérégie, dans une famille de classe moyenne. Très tôt, il exprime le souhait de devenir policier. Après des études en techniques policières au Collège de Maisonneuve et une formation à l'École nationale de police située à Nicolet, il débute sa carrière comme policier temporaire à Longueuil et à Beloeil, avant d'intégrer le Service de police de la Ville de Montréal (SPVM) en 1985.
Affecté d'abord comme patrouilleur à Westmount, il développe rapidement un intérêt marqué pour le milieu des motards criminalisés, alors dominé par les Outlaws. En 1990, il rejoint la division du renseignement et devient enquêteur spécialisé dans ce milieu. Il participe à l'Escouade Carcajou dès 1995, créée à la suite de la mort d'un enfant de 11 ans, Daniel Desrochers, dans un attentat lié à la guerre des motards. Il est impliqué dans des enquêtes de grande envergure, notamment l'infiltration du club-école des Hells Angels, les Rockers, par l'informateur Dany Kane, qui mènera à l'opération Printemps 2001. Au cours de sa carrière, il contrôle une cinquantaine de sources, dont Dany Kane. Parallèlement, il fait partie de l'équipe d'enquêteurs de l'anti-gang à Montréal qui s'attaque aux Bandidos, un groupe issu des derniers résistants des Rock Machine et de l'Alliance contre les Hells Angels. L'opération Amigos, amorcée en 2001 et menée conjointement avec des effectifs policiers du Québec et de l'Ontario, mobilise environ 200 agents. Elle conduit, en juin 2003, à l'arrestation de 65 membres du groupe, inculpés pour diverses infractions, dont trafic de drogue, gangstérisme et complot pour assassiner des rivaux. L'opération est considérée comme la première au Québec à démanteler entièrement un gang de motards.
Ses méthodes, parfois jugées provocatrices et non conformes aux procédures, lui valent à la fois des succès opérationnels et des tensions avec certains collègues et supérieurs. En 2003, il est écarté temporairement de l'Escouade régionale mixte (ERM) en raison de différends liés à la gestion des sources, avant d'y revenir pour participer au projet SharQc en 2009. Il prend sa retraite du SPVM à l'été 2013 pour devenir responsable du service du renseignement et de la sécurité à Revenu Québec.

## Arrestation
Le 26 septembre 2013, le membre des Hells Angels René « Balloune » Charlebois s'évade du pénitencier à sécurité minimum Montée Saint-François de Laval et se réfugie dans un chalet de Sainte-Anne-de-Sorel. Avant de se suicider, il enregistre une vidéo de 1h40 dans laquelle il affirme que lui et son complice Patrick Péloquin ont corrompu Roberge,,. Péloquin déclare plus tard qu'il remettait personnellement de l'argent à Roberge pour des informations policières, estimant le total versé à environ 500 000 $,,.
La Sûreté du Québec (SQ) exploite alors ces enregistrements pour organiser une opération avec un agent double. Péloquin contacte Roberge et lui propose de récupérer les documents compromettants contre 50 000 $. Le 5 octobre 2013 Roberge est arrêté dans un stationnement du Quartier DIX30, à Brossard,,. Il est accusé de gangstérisme, d'entrave à la justice et d'abus de confiance, pour avoir fourni depuis janvier 2010 des informations confidentielles aux Hells Angels. En 46 jours, Roberge change six fois d'avocat. Le dossier est qualifié « d'exceptionnel », puisque l'accusé est un ancien policier-enquêteur qui pourrait avoir fait incarcérer des clients de ces différents criminalistes. Le 20 novembre 2013, il indique au juge qu'il n'a toujours pas accès à la preuve. Des « mesures de sécurité spéciales » mises en place nécessitent que l'avocat de Roberge se déplace directement au quartier général de la Sûreté du Québec pour consulter la preuve. Le 7 janvier 2014, il renonce à sa demande de remise en liberté provisoire en attendant le jugement du tribunal.
Le 13 mars 2014, Benoît Roberge plaide coupable à des accusations de gangstérisme et d'abus de confiance. Il est condamné à huit ans de prison le 4 avril 2014,,.
Avant son plaidoyer, Roberge est détenu dans l'aile de protection de l'établissement Rivière-des-Prairies, enfermé 23 heures par jour. Il est ensuite transféré à l'établissement de Springhill (en), en Nouvelle-Écosse, pour des raisons de sécurité, puis à La Macaza, dans les Laurentides.

## Libération
En liberté conditionnelle depuis 2016, Roberge dit vouloir utiliser son expérience pour prévenir la corruption policière. En 2019, il déclare souhaiter donner des conférences sur la gestion des sources et l'éthique professionnelle. Il affirme avoir franchi une « moralité élastique » au fil des ans et regrette de ne pas avoir demandé de l'aide lorsqu'il a commencé à être approché par des criminels.
Des publications ultérieures remettent toutefois en cause sa version selon laquelle il aurait agi sous la menace. De nouveaux enregistrements laissent entendre qu'il aurait lui-même initié les échanges d'informations avec Charlebois.

## Procédures judiciaires subséquentes
En 2017, un ancien membre des Rock Machine engage une poursuite civile de 14,6 M$ contre la Ville de Montréal, le SPVM et deux de ses enquêteurs, dont Roberge, qu'il accuse d'avoir contribué à sa condamnation injustifiée pour le meurtre d'un Hells Angels en 2000. Acquitté en 2016 après la rétractation d'un témoin clé, il allègue que Roberge a eu recours à des tactiques illégales pour recruter ce témoin. Les défendeurs nient ces allégations.